# تخطيط
التخطيط منهج إنساني للعمل يهدف إلى إتخاذ القرارات في الحاضر ويكون لها تأثير على المستقبل ويعتبر التخطيط هو أول عناصر الإدارة.

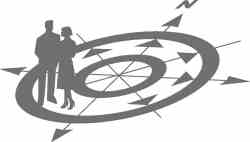
استخدام التخطيط في حياتنا

## تعريفه
التخطيط هو المهام الإدارية التي تهدف إلى تحديد الأهداف المستقبلية والسياسات والرؤية للمنظمات والمؤسسات وطرق تحقيق هذه الأهداف.
وقد عرف أ.محمد فوزي العشري «التخطيط» بأنه؛ تحديدُ الأهدافِ المرادُ تحقيقُها، ورَسمُ خط السير إليها، وتحديدُ وسائل ذلك السير، مع وضوح التصور لما يُمكن أنْ يَحدُث أثناء العمل مِن المستجدات والتطورات، ووَضع ما يُناسب ذلك مِن طرُق التعامل مِمَّا باتَ يُسمَّى بـ«الخطة والخطة البديلة»، شرط أنْ يستهدف ذلك أكبر قدر ممكن مِن المكاسب وأقلّ قدر ممكن من الخسائر.
يعرف نبيل السمالوطي التخطيط على أنه «المواءمة بين ما هو مطلوب، وما هو متاح عملياً، فهو يعني تعبئة وتنسيق وتوجيه الموارد، والطاقات والقوى البشرية لتحقيق أهداف معينة، ويتم تحقيق هذه الأهداف في فترة زمنية معينة تحددها الخطة، وتعمل كل خطة على تحقيق الأهداف، بأقل تكلفة ممكنة عملياً». ويعرف «لينمان» التخطيط بأنه «هو ذلك الفعل المتعمد والمنسق الذي يقوم به المخططون هادفين من ورائه إلى تحقيق أهداف عامة، أو أغراض محددة من أجل مصلحة ومنفعة أفراد الدولة، سواء قام بذلك أفراد الهيئة البرلمانية في الأمة، أو سعت إليه الحكومة مباشرة».
أوضح الدكتور صلاح الراشد أن أغلب الناس تكون حياتهم ضمن نطاق إدارة الكوارث Crisis Management، أي أنهم ينتظرون حتى تبدأ كارثة أو مشكلة ما ثم يسعون في طلب الحل وبالتالي غياب التخطيط في حياتهم. هذه الحقيقة تشهد غياب أهم عنصر في حياة مَنْ يريدون إدارة وقتهم وهو التخطيط. التخطيط عملية معقدة والبعض يجيدها والبعض الآخر لايجيدها لأنها تتطلب مهارة تحديد أهم الأنشطة التي ينبغي تخطيطها وتحديد الأولويات في تلك الأنشطة واستثمار «أهم عنصر في التخطيط وهو الوقت». وكما يقول ماريون هاينز فالتخطيط يتميز بخاصيتان الأولى أنه «يقودك من حيث أنت الآن إلى حيث تود أن تكون»، والثانية إنه (يحدد الموارد المطلوبة لتحقيق الهدف من حيث التكلفة والوقت)(39). ويجب أن يُراعي عند تخطيط الوقت الخطط القصيرة المدى والطويلة المدى للمؤسسة المعنية في ضوء رؤية مستقبلية شاملة. فسلامة التخطيط، كما أشار الدكتور الخضيري، لمدى قيمة الوقت المتاح ومدى ارتباطه للمواد والإمكانات المتاحة وصولاً إلى تنفيذ الاستراتيجيات الموضوعة، يساعدالمدير والمؤسسة للوصول إلى النجاح وتحقيق الأهداف. إن أي نجاح في إدارة الوقت يعني البُعد عن التخبط والعمل العشوائي وضبابية الغايات وبالتالي نجاح القائمين على الإدارة بسبب حُسن إدارتها لوقتها من خلال عنصر التخطيط. يرى الدكتور عبد الفتاح دياب أن (أهم معوقات التخطيط للوقت هي عدم وضوح الأهداف)، و (عدم وجود خطط يومية وأسبوعية وسنوية) و (عدم تحديد الأولويات) و (ترك الأعمال قبل إنهائها والشروع في أعمال أخرى) والأهم هو (عدم تحديد أزمنة واقعية للتنفيذ)(28). أما كيف نُخطط لإدارة الوقت فهو بكل بساطة القيام بعمل عكس ما تقدم. ويوضح الجريسي أنه على الرغم من أن التخطيط للوقت يأخذ وقتاً طويلاً، إلا أنه يعوض الوقت الفائت أثناء إعداده بفضل النتائج المثمرة له (62).ويقول أليكساندر انه إذا تم تطبيق التخطيط في إدارة الوقت فإنه يوفر 3 ساعات مقابل ساعة من التخطيط.

## أهمية التخطيط
إن العمل بلا تخطيط يصبح ضرباً من العبث وضياع الوقت سدى إذ تعم الفوضى والأرتجالية ويصبح الوصول للأهداف بعيد المنال، وتبرز أهميته في توقعاته للمستقبل وما قد يحمل من حوادث غير متوقعة ومفاجآت وتقلبات حيث ان الأهداف التي يراد الوصول اليها هي أهداف مستقبلية، أي إن تحقيقها يتم خلال فترة زمنية محددة قد تطول وتقصر، مما يفرض على المدير أو رجل (الأعمال) عمل الافتراضات اللازمة لما قد يكون عليه هذا المستقبل وتكوين فكرة عن ما سيكون عليه الوضع عندالبدء في تنفيذ الأهداف وخلال مراحل التنفيذ المختلفة.
ويمكن تلخيص أهميته بالنقاط التالية:
- رؤية واضحة وأهداف محددة
- استخدام أمثل للموارد والإمكانات وزيادة الكفاءة
- تقليل المخاطر المتوقعة
- يُحكم السيطرة على الموقف
- يساعد على اتخاذ القرار الصحيح

## المبادئ الأساسية
- الواقعية
- الشمول
- التكامل
- التنسيق
- المشاركة
- التوقيت الزمني
- البعد المكاني
- توفير التمويل اللازم

التخطيط هو مرحلة التفكير التي تسبق التنفيذ وهو جهد موجه مقصود ومنظم يهدف إلى تحقيق أقصى منفعة باقل التكاليف ويرتبط بكل المجالات والقطاعات ويتوسط كل العلوم

## التخطيط الإعلامي لمواجهة الأزمات
الأزمة هي نقطة تحول في موقف مفاجئ يؤدي إلى أوضاع غير مستقرة ما يهدّد المصالح والبنية الأساسية وتحدث عنها نتائج غير مرغوب بها كل ذلك قد يجري في وقت قصير يلزم معه اتخاذ قرار محدّد للمواجهة تكون فيه الأطراف المعنية غير مستعدة أو قادرة على المواجهة وتظهر الأزمة عندما تخرج المشكلات عن نطاق السيطرة، وتتلاقى الأحداث، وتتشابك الأسباب بالنتائج ويفقد معها متخذ القرار قدرته على السيطرة على المؤسسة وعلى اتجاهاتها المستقبلية.
وهكذا فإن إحدى وظائف الإعلام هي الحيلولة دون حدوث أزمات والتغلب عليها في حال حدوثها وهذا ما يسمى بـ إدارة الأزمات، ولا يعدّ حدوث الأزمات شيئاً جديداً في حد ذاته، سواء أكان على مستوى الفرد أم على مستوى منظمة ما أم على مستوى الدولةككل ولكن الشيء الجديد هو أن الباحثين بدؤوا يولون هذه القضية الاهتمام اللازم، لأنهم شعروا أنه بإمكانهم فعل شيء حيال الأزمات وتحليلها، كما أن علم إدارة الأزمات، بدأ يظهر نتيجة لأن التطور العلمي، والتكنولوجي قدم وسائل وأدوات للتعامل مع الأزمات وإدارتها وتحليلها.

## الإعلام وإدارة الأزمات
تخاطب وسائل الإعلام عقول الناس ولذلك تعتبر من أهم الطرق والأساليب الحديثة لنشر الوعي والثقافة وتنمية المدارك كما للإعلام دور كبير في إيصال الخبر والمعلومة بهدف زيادة الوعي والمعرفة وهو يهدف إلي توعية وتنمية وتثقيف وإقناع مختلف فئات الجماهير باختلاف ثقافاتهم ودرجة وعيهم من خلال رؤية محددة تدور حول معني محدد يعمل على تزويد الجماهير بأكبر قدر من المعلومات الصحيحة. إن للإعلام دوراَ مهماً وبارزاً في التخفيف من حدة الأزمات والكوارث ومن أهم وابرز عناصر الإعلام في التخفيف من حدة الأزمات والكوارث هي أن يتم تزويد الجماهير بالحقائق للحد من انتشار الشائعات والأخبار الكاذبة حول الأزمة. والحقائق الواضحة تعمل على تنوير أفراد المجتمع مما يساعدهم على تكوين رأي عام صحيح وذلك عن طريق الإقناع بالمعلومات والحقائق القائمة علي الدقة والوضوح.

### التخطيط الإعلامي في الأزمات
نظرا لان الأزمات والكوارث لها طابع خاص يتسم بالسرعة في التغير والتحول. من هذا المنطلق أصبح التخطيط الإعلامي في المراحل المبكرة مهما جدا فالوقت عامل مهم جدا في مواجهة الأزمات لذلك يجب أن يستثمر استثمارا جيدا، وهو يمثل أحد العوامل المهمة في نجاح الجهود المبذولة لمواجهة الأزمات والكوارث. وهذا يتطلب الاستفادة من عامل الزمن عند بذل الجهود الإعلامية قبل وخلال وبعد مواجهة أي أزمة وذلك بغرض توجيه الجماهير عن طريق وسائل الإعلام وحثها على التعاون وتقديم يد العون لفريق إدارة الأزمة والمشاركة في عمليات الإنقاذ والإسعاف والإخلاء.
والتخطيط الإعلامي في مواجهة الأزمات والكوارث هو الجهود والنشاطات التي تمكن من صياغة الخطط الإعلامية اللازمة علميا وعلى أساس الخبرة المستمدة من التجارب السابقة للعمل علي توعية أفراد المجتمع بالطريقة الصحيحة والملائمة للتعامل مع الأزمات والكوارث وذلك بالحد من أثارها السلبية والعمل على احتوائها قبل استفحالها وتقليل نسبة الخسائر الناتجة عنها. وللتخطيط الإعلامي أهمية كبري فهو ليس خيارا يمكن أن نأخذ به أو نتركه، وذلك لأنه أمر مطلوب وضروري لأي مجتمع لأنه يعمل على حل المشكلات كتلافي خطر الأزمات وهو أسلوب العصر الحديث فالمجتمع ينفذ أعماله وفق خطط وبرامج محددة آخذة في الحسبان المستقبل واحتمالاته ووضع الإمكانات الضرورية لمواجهة هذه الاحتمالات بحيث لم يعد مجديا أن تترك الأمور لأسلوب التجربة والخطأ أو الارتجال.
يتمثل التخطيط في وضع مجموعة من الافتراضات حول أي وضع في المستقبل وبالتالي وضع خطة توضح الأهداف المطلوب الوصول إلى تحقيقها خلال فترة زمنية محددة والتخطيط عملية تتضمن وضع الإستراتجية المطلوبة وتعيين الأهداف وتحديد الخطط المرجوة للعمل على تحقيقها بالطريقة التي تسمح بتنفيذ القرارات.

### أهمية التخطيط الإعلامي في مواجهة الأزمات
يمكن للتخطيط الإعلامي المعد والمدروس جيدا أن يعمل على تقسيم وتشتيت العناصر المسببة للازمة مما ينتج بعد ذلك ضعفا كبيرا في تجميعها ومن عدم الاستفادة من هذا التجمع فالإعلام له تأثير مباشر وفعال في نفس الوقت، ومما يزيد من أهمية التخطيط الإعلامي لمواجهة الأزمات والكوارث هو تأثيره المباشر على سلوكيات الأفراد واتجاهاتهم بهدف إنتاج سلوك مرغوب فيه.
التخطيط الإعلامي غير الجيد في مواجهة الأزمات يعمل على زيادة استفحال الأزمات بدلا من القضاء عليها والتخطيط الإعلامي الفاشل يتمثل في الإدارة العشوائية التي تعمل علي تحطيم الإمكانات والقدرات ويرجع ذلك إلى عدم احترام الهيكل التنظيمي والقصور في التوجيه للأوامر والبيانات والمعلومات وعدم وجود التنسيق وإشاعة الصراع الداخلي بين الأفراد والكيان الإداري للمؤسسة الإعلامية وبالتالي إحداث علامة انفصام بين مصالح الإدارة الإعلامية وبين مصالح العاملين فيها.
إن التخطيط الإعلامي الجاد يعمل على تحقيق تفاعل بناء بين عناصر إدارة الأزمة مما يؤدي إلى المساعدة في تنفيذ الخطة الموضوعة لمقاومة الأزمة خلال تفعيل عمليات التنسيق والمتابعة والتخطيط الإعلامي لمواجهة الأزمات والكوارث يعني الخطط الإعلامية والتي يتم الإعداد المسبق لها لغرض القيام بها عند وقوع الأزمات من خلال تحديد الجهود الإعلامية التي من المفترض أن يقام بها وتحديد زمانها ومكانها، والغرض من التخطيط الإعلامي لمواجهة الأزمات هو توفير الدعم والمساندة اللازمة إعلاميا لفريق إدارة الأزمة.
هناك قاعدة ذهبية تقول: عندما يُقدّم الخبر بسرعة فإنه يوقف زحف الشائعات والأقاويل، ويهدئ الأعصاب في الأوساط الاجتماعية وفيما يتعلق ب